# Сейлъмс Лот (филм)
„Сейлъмс Лот“ (на английски: 'Salem's Lot) е американски свръхестествен филм на ужасите от 2024 г. по сценарий и режисурата на Гари Добърман и е базиран на едноименния роман, написан от Стивън Кинг през 1975 г. Във филма участват Люис Пулман, Макензи Лий, Бил Камп, Пилоу Асбек, Алфри Удард и Уилям Садлър. Това е първата филмова адаптация на книгата след предишните версии като минисериал между 1979 г. и 2004 г. Филмът е обявен през 2019 г., заснет е през 2021 г., а допълнителните записи са от 2022 г. Премиерата на филма е отменена няколко пъти.
Световната премиера на филма се състои в „Бийонд Уест“ на 25 септември 2024 г., и излиза в стрийминг платформата „Макс“ на 3 октомври 2024 г. Филмът получава смесени отзиви от критиците.

## Актьорски състав
- Луис Пулман – Бен Миърс[3]
- Маккензи Лий – Сюзън Нортън[4]
- Алфри Удард – доктор Коуди[5]
- Уилям Садлър – Паркинс Гилепси[6]
- Бил Камп – Матю Бърк[4]
- Пилоу Асбек – Ричард Стрейкър[7]
- Джон Бенджамин Хики – Отец Калахън[8]
- Джордан Престън Картър – Марк Петри[9]
- Спенсър Трийт Кларк – Майк Райърсън[4]
- Никълъс Кровети – Дани Глик[9]
- Кейд Удард – Ралф Глик[9]
- Александър Уорд – Кърт Барлоу[10]